# Catapult aircraft merchant

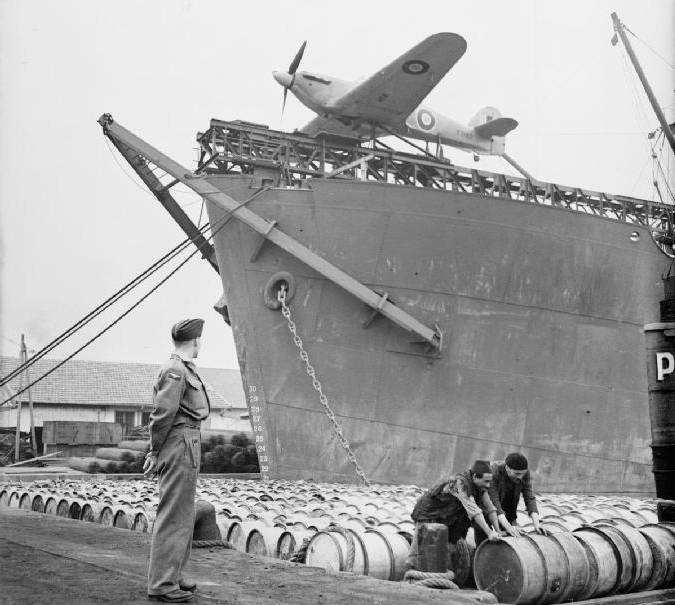
Hurricane na katapulcie

Catapult aircraft merchant (także catapult armed ship w wolnym tłumaczeniu „statek wyposażony w katapultę”) – używane w okresie 1941-43 statki handlowe wyposażone w katapultę lotniczą, następcy wcześniejszych okrętów klasy fighter catapult ship, stanowiące tymczasowe rozwiązanie mające zapewnić przynajmniej minimalną ochronę lotniczą dla konwojów alianckich w okresie II wojny światowej.
Łącznie powstało 35 statków tego typu z których w czasie wojny 12 zostało zatopionych. Wystrzeliwane z katapulty myśliwce były bronią jednorazową, na CAM-ach nie było żadnych pokładów lotniczych, po wykonaniu misji pilot mógł starać się dolecieć do lądu lub wyskoczyć na spadochronie licząc na uratowanie go przez jeden ze statków konwoju.
Na statkach CAM używano samolotów Hawker Hurricane Mk I zmodyfikowanych do wersji znanej jako Sea Hurricane, popularnie znanych jako „Hurricat” i „Catafighter”.
CAM-y zostały wycofane z użytkowania po wejściu do służby lotniskowców eskortowych i statków lotniczych merchant aircraft carrier.

## Tło historyczne
Po upadku Francji w 1940 gwałtownie wzrosło zagrożenie, jakim dla alianckich konwojów były niemieckie samoloty operujące poza zasięgiem bazujących w Wielkiej Brytanii samolotów RAF-u. Konwojom szczególnie dawały się we znaki samoloty patrolowe Fw 200 Condor o dalekim zasięgu, które – niezagrożone przez samoloty brytyjskie – odnajdowały konwoje na pełnym morzu i naprowadzały na nie niemieckie okręty podwodne, a także same atakowały je przenoszonymi na pokładzie bombami. W początkowym okresie, do świąt Bożego Narodzenia 1940 roku, Luftwaffe zatopiło łącznie 19 statków (ponad 100 tysięcy BRT) i uszkodziło 37 innych (180 tysięcy BRT) nie tracąc przy tym żadnego Fw 200. Po świątecznej przerwie, tylko w styczniu 1941 roku, Fw 200 zatopiły następnych 17 statków (65 tysięcy ton), tracąc przy tym tylko jeden samolot. Wszystkie statki zatopione przez Fw 200 stanowiły jedynie 3-5% alianckich strat, ale ich znaczenie psychologiczne było znacznie większe, szczególnie po zatopieniu przez nie RMS „Empress of Britain”. To wówczas Condory zostały nazwane przez Winstona Churchilla „plagą Atlantyku” (the scourage of the Atlantic).
We wstępnej fazie bitwy o Atlantyk obronę przeciwlotniczą konwojów stanowiło najczęściej kilka pomocniczych okrętów uzbrojonych zazwyczaj w armaty przeciwlotnicze 4-calowe (101 mm) i czasami inne niewielkie okręty wojenne, zazwyczaj różnego typu przedwojenne slupy. Okręty i statki brytyjskie nie były wówczas jeszcze wystarczająco wyposażane w szybkostrzelne, niskokalibrowe działka typu (Oerlikon czy Bofors), stanowiące dobrą obronę przeciwko Condorom atakującym z małej wysokości przy użyciu techniki bombardowania znanej jako Steckrübenverfahren (dosłownie „brukiew”).
Najlepszą obroną przed śledzącymi konwoje i atakującymi je niemieckimi Fw 200 stanowiły samoloty myśliwskie, ale istniejące lotniskowce były zbyt cenne, a poza tym było ich zbyt mało, aby mogły być użyte w obronie konwojów. Jeszcze przed wojną proponowano produkcję tzw. trade defence carriers (dosłownie – „lotniskowców obrony handlu”) lub auxiliary aircraft carriers („lotniskowców pomocniczych”), przebudowanych ze statków handlowych, która to koncepcja w późniejszym czasie doprowadziła do powstania statków MAC i lotniskowców eskortowych, ale do wybuchu wojny w 1939 nie zdążono wybudować czy zaadaptować żadnego statku tego typu.
12 listopada 1940 roku, w czasie konferencji wysokich dowódców Royal Air Force i Royal Navy, Pierwszy Lord Admiralicji Dudley Pound i Air Chief Marshal (marszałek RAF-u) Charles Portal rozmawiali na temat tymczasowego rozwiązania mającego zapewnić jakiś sposób obrony przed dającym się we znaki Fw 200. Między innymi zaproponowano użycie myśliwców jednorazowego użytku wystrzeliwanych w powietrze z pokładów statków towarowych. Kapitan Matthew S. Slattery, kierownik należącej do Admiralicji sekcji Air Materiel Department, zaproponował dwa rozwiązania – zainstalowanie na pokładach odpowiednich statków handlowych katapult lotniczych, a także pokrycie wystarczająco dużych statków pokładem lotniczym i stworzenie w taki sposób namiastki małych lotniskowców. Pound zdecydował się na wdrożenie obydwu projektów i nakazał Royal Navy znalezienie nadających się do tego statków, a Portal ze swojej strony zaoferował 60 Hurricane’ów w starszej wersji.
Podstawowym problemem był brak odpowiedniej katapulty, istniejące wówczas katapulty z napędem kordytowym służące do wystrzeliwania wodnosamolotów miały maksymalną prędkość 95km/h, tymczasem minimalna wymagana prędkość dla startu Hurricane’ów wynosiła 125km/h. Początkowo Royal Navy obeszła częściowo ten problem decydując się na użycie kordytowych katapult i starszych samolotów Fairey Fulmar na pierwszych okrętach fighter catapult ship. Okręty tego typu były przebudowanymi do tej roli starymi jednostkami RN i były w całości obsadzone załogami Royal Navy. Łącznie do tej roli przystosowano pięć okrętów. Problemem Royal Navy było obsadzenie wystarczającej ilości tego typu jednostek swoimi marynarzami, którzy byli potrzebni gdzie indziej.
W poszukiwaniu lepszego rozwiązania, Admiralicja wystąpiła do zakładów lotniczych Royal Aircraft Establishment o opracowanie nowego typu katapulty. Inżynierowie RAE zaproponowali nowatorskie choć improwizowane rozwiązanie, jakim była katapulta napędzana rakietowo, do jej napędu służyło 13 elektrycznie odpalanych trzy-calowych rakiet (zmodyfikowane rakiety powietrze-ziemia typy RP-3). Rozwiązanie to okazało się niezbyt bezpieczne i po zbudowaniu pierwszego prototypu chciano poświęcić więcej czasu na jego udoskonalenie, ale osobista interwencja Churchilla 6 marca 1941 spowodowała szybkie wprowadzenie do służby tej katapulty. Początkowo uważano, że zamontowanie katapulty wpłynęłoby negatywnie na ilość towaru przewożonego przez taki statek blokując przy tym dostęp do przedniej ładowni, ale w praktyce okazało się, że katapulta nie wpływała znacząco na dostęp do niej.
Początkowo planowano zaadaptowanie do roli CAM-ów 250 różnych statków (200 z nich miało znajdować się pod opieką RAF-u, a 50 – Royal Navy), ale ostatecznie ustalono bardziej realistyczną liczbę 50 statków tego typu. RAF miał zapewnić pilotów, mechaników i samoloty, RN miała dostarczyć radary, radiostacje i ich obsługę.

## Organizacja

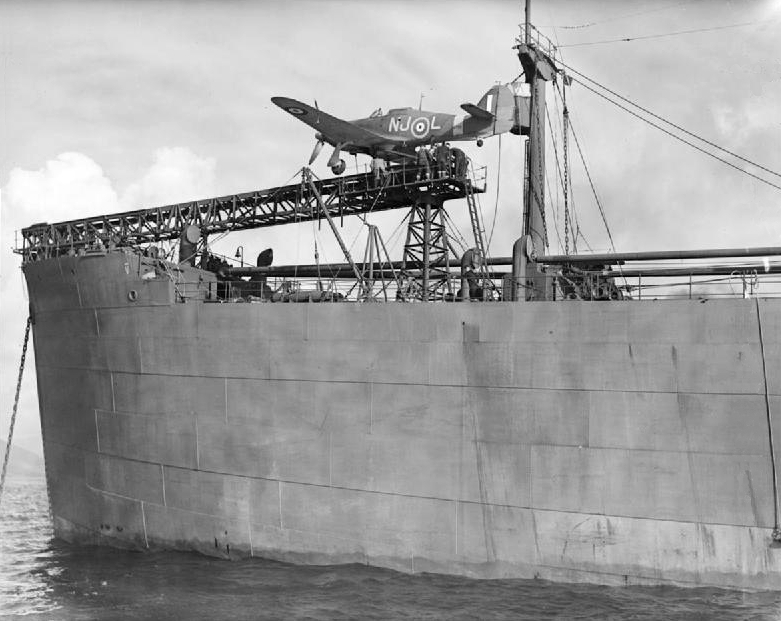
Hurricane na katapulcie

Samoloty i ich obsługę dla wszystkich statków, z wyjątkiem SS „Michael E” obsadzonego wyłącznie przez Royal Navy, zapewniły dywizjony 9 Grupy Myśliwskiej RAF-u. Każdy dywizjon Grupy „adoptował” dwa lub trzy statki i zapewniał dla nich pilotów, obsługę samolotów i dodatkowe wyposażenie. Oprócz pilotów i mechaników RAF-u, na statki przydzielony był także porucznik marynarki (sub lieutenant) Royal Navy w roli Fighter Direction Officer (oficer naprowadzania lotnictwa, w skrócie FDO) odpowiedzialny za obsługę radaru i radiostacji i podlegli mu marynarze. Dla celów administracyjnych stworzono jednostkę o nazwie Merchant Ship Fighter Unit stacjonująca w bazie RAF Speke w pobliżu Liverpoolu, jednostka rozpoczęła działalność 5 maja 1941.
Do bazy Speke wysłano początkowo 60 samolotów typu Hurricane Mk I. Docelowo planowano użyć do 300 samolotów tego typu. 200 miało stacjonować w Speke, a 100 (jako zapasowe i rezerwowe) po drugiej stronie Atlantyku w bazie Royal Canadian Air Force w Dartmouth. Stacjonujące w Speke samoloty były transportowane drogą lądowa do Liverpoolu, gdzie ładowano je na statki. Po przybyciu do Halifaksu były one zdejmowane dźwigami ze statków i ponownie transportowane drogą lądową do Dartmouth, gdzie poddawano je serwisowi (lub zastępowano nowym samolotem). Po załadowaniu w Halifaksie i odbyciu przez statki powrotnej podróży do Wielkiej Brytanii, po przybyciu do portu przeznaczenia samoloty były katapultowane i leciały ponownie do Speke na przegląd techniczny.
Samoloty zostały przebudowane do wersji znanej jako Sea Hurricane Mk I, jedyną znaczącą różnicą było dodanie mechanizmów potrzebnych do ich użycia na katapulcie. Tak zmodyfikowane samoloty znane były jako „Hurricat” lub „Catafighter”. W późniejszym czasie powstały jeszcze wersje: Mk IA już specjalnie zbudowana do użycia na CAM-ach (50 samolotów) i Mk IB z innym silnikiem (300 nowych samolotów i 25 przebudowanych z wersji Mk IA).
Piloci przeznaczeni na CAM-y przechodzili dodatkowe szkolenie w bazach RAF-u Farnborough i Gosport. Szkolenie zazwyczaj ograniczone było do jednego lub dwóch próbnych katapultowań. Każdy pilot miał odbyć tylko dwie podróże tam i z powrotem. Dowództwo Royal Navy naciskało, aby piloci byli na stałe przypisani do swoich statków, czemu jednak sprzeciwił się RAF. Argumentowano, iż w czasie trwających do 19 tygodni dwóch transatlantyckich podróży, pozbawieni możliwości latania piloci będą tracili nabyte umiejętności. Na każdym CAM-ie płynęło do trzech pilotów. Jeżeli na statku był więcej niż jeden pilot, to w trakcie dnia każdy z nich siedział w kabinie samolotu w dwugodzinnych zmianach, czekając na ewentualne katapultowanie.
Dowódcą zaokrętowanego oddziału był pilot RAF-u, jego zastępcą był oficer Royal Navy. Początkowo obsługa i konserwacja katapulty była odpowiedzialnością pierwszego mechanika statku, w późniejszym czasie zajmował się tym FDO. Obsługa katapulty należała do obowiązków radiotelegrafisty statku. CAM-y zazwyczaj pływały na początku konwoju, co ułatwiało im manewrowania przed startem samolotu i ułatwiało pilotowi szybkie odejście znad statków konwoju, co było istotne ze względów bezpieczeństwa – niedoświadczeni zazwyczaj artylerzyści na statkach handlowych otwierali ogień do wszystkich dostrzeżonych samolotów bez względu na ich wygląd czy oznakowanie.
Decyzję o użyciu samolotu podejmował kapitan statku, a po starcie samolotu kontrolę nad nim przejmował FDO. Po ataku na samolot czy samoloty nieprzyjaciela, pilot miał wybór skierować się w kierunku najbliższego lądu (jeżeli był on niedaleko), mając nadzieję tam wylądować, lub skoczyć na spadochronie w pobliżu konwoju z nadzieją na wyratowanie go przez jeden z okrętów eskorty. Pilot mógł także wodować koło statku, co jednak w przypadku Hurricane'a było operacją niebezpieczną.
Należy zaznaczyć, że analogiczny schemat katapultowania samolotów istniał na okrętach klasy fighter catapult ship (FCS), na których doszło do pierwszego skutecznego użycia bojowego Hurricane'a z katapulty 2 sierpnia 1941, zakończonego zestrzeleniem Fw 200.

## Służba

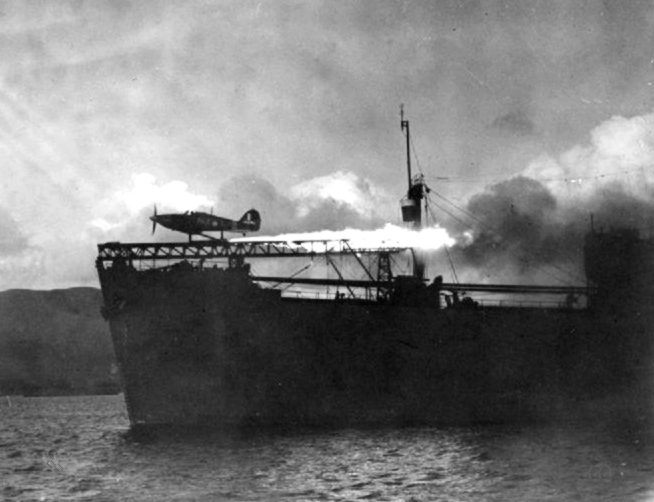
Start Hurricane z katapulty

Pierwszym CAM-em był obsadzony przez obsługę Royal Navy „Michael E”. Wyruszył on w pierwszy rejs 28 maja 1941 w konwoju OB 327. Pięć dni później, 2 czerwca, po rozproszeniu konwoju „Michael E” został zatopiony przez niemiecki okręt podwodny U-108. Pierwszym CAM-em z mieszaną obsługą RAF-u i Royal Navy był SS „Empire Rainbow”.
Początkowo CAM-y pływały tylko w atlantyckich konwojach do Ameryki Północnej, ale począwszy od września 1941 dołączyły także do konwojów płynących na Gibraltar, w późniejszym czasie brały też udział w konwojach płynących do Freetown. W styczniu i lutym 1942 w CAM-y pływające w konwojach atlantyckich nie brały na swoje pokłady samolotów, ponieważ doświadczenie pokazało, że trudne warunki pogodowe uniemożliwiały start samolotów przy dużej, zimowej fali, uniemożliwiały także konserwację znajdujących się na pokładzie samolotów. Samoloty powróciły na pokłady statków w konwojach atlantyckich 6 marca. W kwietniu 1942 CAM-y zaczęły także brać udział w konwojach płynących do Związku Radzieckiego, gdzie w Archangielsku zorganizowano małą bazę RAF-u dla serwisu samolotów. Baza RAF-u funkcjonowała do końca września tego roku kiedy została zlikwidowana i CAM-y zostały wycofane z tych tras konwojowych. Począwszy od konwoju PQ-18 osłona lotnicza była zapewniana konwojom przez lotniskowce eskortowe.
W sierpniu 1942 CAM-y zostały także wycofane z konwojów płynących do Ameryki Północnej z powodu zmniejszenia zagrożenia atakami niemieckimi. Niemieckie Fw 200 skoncentrowały swoje ataki w rejonie Zatoki Biskajskiej i na zachód od Półwyspu Iberyjskiego, CAM-y nadal brały udział w konwojach płynących do Gibraltaru i Freetown. W tym samym czasie do użytku zaczęły wchodzić pierwsze lotniskowce eskortowe, wyposażone nie tylko w myśliwce, ale także samoloty do walki z U-Bootami.
W tym czasie na służbie było jeszcze 26 CAM-ów, ich liczba została jednak zredukowana do 16, z niektórych statków zdjęto katapulty i powróciły one do służby jako normalne statki towarowe. Zamknięto także kanadyjską bazę naprawczą i znajdujące się tam samoloty przekazano do dywizjonów RCAF. Dowództwo RAF-u już od pewnego czasu domagało się zamknięcia całej operacji twierdząc, że utrzymanie bazy naprawczych oraz samolotów i ich obsługi na pokładach statków kosztowało dwa całe dywizjony w sile roboczej i uzbrojeniu, i w marcu 1943 zdecydowano ostatecznie zakończyć cały program z dniem 15 lipca 1943. W dniu oficjalnego zakończenia działalności programu na morzu znajdowały się jeszcze dwa statki CAM, powracające do Wielkiej Brytanii w konwoju SL 133 „Empire Darwin” i „Empire Dawn”. Dwa ostatnie starty bojowe samolotów miały miejsce właśnie z pokładów tych statków 27 lipca – dwa Hurricane’y z nich startujące rozbiły atak siedmiu Fw 200 (jeden samolot został zestrzelony i jeden uszkodzony).

### Lista CAM-ów
| Nazwa               | Pojemność brutto (t) | Rok wodowania | Uwagi                                                                                         |
| ------------------- | -------------------- | ------------- | --------------------------------------------------------------------------------------------- |
| „Daghestan”         | 5742                 | 1921          |                                                                                               |
| „Dalton Hall”       | 5175                 | 1941          |                                                                                               |
| „Eastern City”      | 5236                 | 1941          |                                                                                               |
| „Empire Burton”     | 6996                 | 1941          | zatopiony przez U-74 20/9/1941                                                                |
| „Empire Clive”      | 7096                 | 1941          |                                                                                               |
| „Empire Darwin”     | 6765                 | 1941          |                                                                                               |
| „Empire Day”        | 7242                 | 1941          |                                                                                               |
| „Empire Dell”       | 7065                 | 1941          | zatopiony przez U-124 12/5/1941                                                               |
| „Empire Eve”        | 5979                 | 1941          |                                                                                               |
| „Empire Faith”      | 7061                 | 1941          |                                                                                               |
| „Empire Flame”      | 7069                 | 1941          |                                                                                               |
| „Empire Foam”       | 7047                 | 1941          |                                                                                               |
| „Empire Franklin”   | 7292                 | 1941          |                                                                                               |
| „Empire Gale”       | 7089                 | 1941          |                                                                                               |
| „Empire Heath”      | 6643                 | 1941          | zatopiony przez U-129 11/5/1944                                                               |
| „Empire Hudson”     | 7465                 | 1941          | zatopiony przez U-82 10/9/1941                                                                |
| „Empire Lawrence”   | 7457                 | 1941          | zatopiony przez niemieckie bombowce 27/5/1942                                                 |
| „Empire Moon”       | 7472                 | 1941          |                                                                                               |
| „Empire Morn”       | 7092                 | 1941          |                                                                                               |
| „Empire Ocean”      | 6765                 | 1941          | wszedł na mieliznę 4/8/1942, zatonął holowany do portu 5/8/1942                               |
| „Empire Rainbow”    | 6942                 | 1941          | zatopiony przez U-607 26/7/1942                                                               |
| „Empire Ray”        | 6919                 | 1941          |                                                                                               |
| „Empire Rowan”      | 9462                 | 1922          |                                                                                               |
| „Empire Shackleton” | 7068                 | 1941          | eks-„Lochgoil”, zatopiony przez U-225 lub U-404 lub U-123 lub U-435 28/12/1942 lub 29/12/1942 |
| „Empire Spray”      | 7308                 | 1941          |                                                                                               |
| „Empire Spring”     | 6946                 | 1941          | zatopiony przez U-576 14/2/1942                                                               |
| „Empire Stanley”    | 6942                 | 1941          |                                                                                               |
| „Empire Sun”        | 6952                 | 1941          | zatopiony przez U-751 7/2/1942                                                                |
| „Empire Tida”       | 6978                 | 1941          |                                                                                               |
| „Empire Wave”       | 7463                 | 1941          | zatopiony przez U-562 2/10/1941                                                               |
| „Helencrest”        | 5194                 | 1941          |                                                                                               |
| „Kafirstan”         | 7628                 | 1941          |                                                                                               |
| „Michael E”         | 7628                 | 1941          | zatopiony przez U-108 2/6/1941                                                                |
| „Novelist”          | 6140                 | 1940          |                                                                                               |
| „Primrose Hill”     | 7628                 | 1941          | zatopiony przez UD-5 29/10/1942                                                               |

### Lista wszystkich katapultowań bojowych
| Data                  | Statek            | Pilot                        | Wynik                                           |
| --------------------- | ----------------- | ---------------------------- | ----------------------------------------------- |
| 1 listopada 1941(dts) | „Empire Foam”     | Pilot Officer W. Varley      | Fw 200 został odpędzony od konwoju              |
| 25 lutego 1942(dts)   | „Empire Morn”     | Flying Officer J. B. Kendall | 1 samolot zestrzelony, jeden samolot uszkodzony |
| 25 lutego 1942(dts)   | „Empire Lawrence” | Flying Officer J. Hay        | 2 samoloty zestrzelone                          |
| 14 czerwca 1942(dts)  | „Empire Moon”     | Pilot Officer A. V. Sanders  | 1 samolot uszkodzony                            |
| 18 września 1942(dts) | „Empire Morn”     | Flying Officer H. Burr       | 2 samoloty zestrzelone                          |
| 1 listopada 1942(dts) | „Empire Heath”    | Flying Officer N. Taylor     | 1 samolot zestrzelony                           |
| 28 lipca 1943(dts)    | „Empire Tide”     | Flying Officer J. R. Flynn   | 1 samolot zestrzelony                           |
| 28 lipca 1943(dts)    | „Empire Darwin”   | Flying Officer J. A. Stewart | 1 samolot uszkodzony                            |

## Podsumowanie
Łącznie wszystkie CAM-y odbyły 340 rejsów w różnych konwojach, w ich trakcie katapultowano łącznie osiem samolotów. Zestrzeliły one łącznie siedem samolotów nieprzyjaciela i uszkodziły trzy inne. Straty własne wyniosły jednego pilota – Flight Officer J. Kendal zabił się po opuszczeniu samolotu, kiedy jego spadochron nie otworzył się prawidłowo.
Biorąc pod uwagę znaczne środki poświęcone na ten program, jego bezpośrednia skuteczność wydaje się być raczej niska, jednak w wielu przypadkach już sama obecność CAM-u w konwoju działała odstraszająco na samoloty nieprzyjaciela, które w licznych przypadkach nie decydowały się na zaatakowanie takiego konwoju.